# Джумейра (пляж)
25°09′53″ пн. ш. 55°12′26″ сх. д. / 25.1647° пн. ш. 55.2072° сх. д.

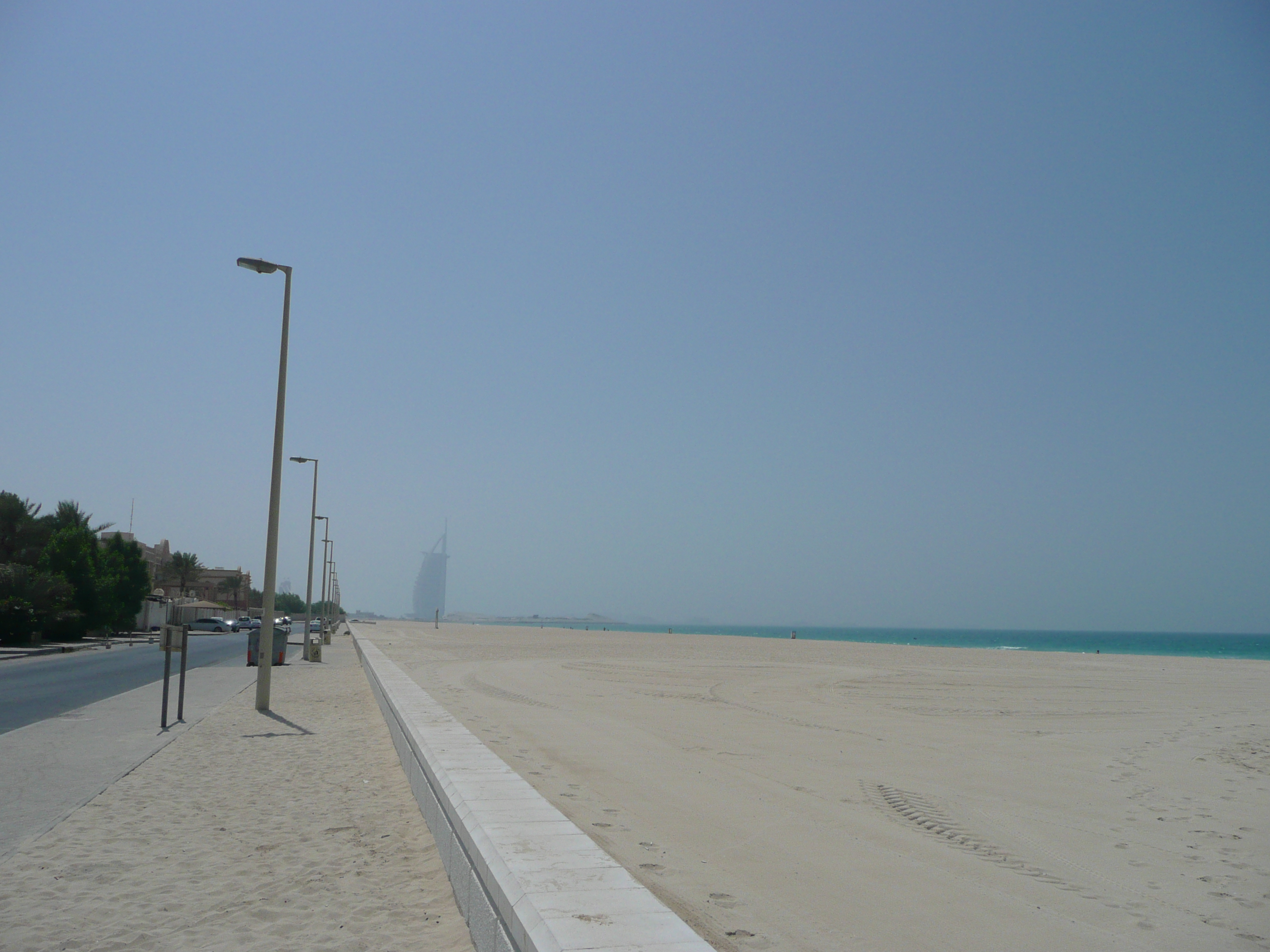
Пляж Джумейра

Пляж Джумейра (англ. Jumeirah Beach) — пляж з білим піском, який розташований і названий на честь району Джумейра в Дубай, Об'єднані Арабські Емірати, на узбережжі Перської затоки. Тягнеться уздовж узбережжя на південь від історичного району міста до перетину з Пальмою Джумейра і закінчується між південним кінцем Jumeirah Beach Residence (суміжним з районом Дубай Марина) і портовими спорудами в Джебель Алі.[Потрібна цитата].
Прилеглі до пляжу райони включають Джумейра (1, 2 і 3), Умм Сукейм (1, 2 і 3) і Аль-Суфух, хоча в розмовній мові цілу низку районів і районів від південного краю Керами до Кінцеву станцію Palm Jumeirah у Knowledge Village іноді називають районом Jumeirah Beach Road.[Потрібна цитата].
На пляжі та його фасаді є великі готелі, курорти та житлові комплекси, включаючи готель Burj Al Arab (Арабська вежа), Wild Wadi аквапарк, Готель Джумейра Біч і старовинний готельно-торговельний комплекс Madinat Jumeirah. З одного боку готелю Бурдж-ель-Араб розташований аквапарк Wild Wadi, а з іншого — пляж Джумейра.

## Див.також
- Око Дубаю
- Острів Блакитних вод
- Джумейра Біч Резіденс